# Олександр (Іноземцев)
Митрополит Олександр (в миру Микола Іванович Іноземцев; 12 (24) серпня 1887, Тобольськ, Російська імперія — 9 лютого 1948, Мюнхен, Німеччина) — український, російський та польський релігійний діяч. Єпископ Православної церкви Польщі, митрополит УАПЦ.
Під час Другої світової війни був одним з творців Української автокефальної церкви на чолі з митрополитом Полікарпом (Сікорським) (1942).
Голова церковного Синоду УАПЦ 8–10 лютого 1942 року в місті Пінську. Зведений у сан митрополита УАПЦ.

## Життєпис
Народився 1882 року (за іншими даними 1887) в Тобольській губернії Російської імперії. Закінчив Тобольську духовну семінарію і Санкт-Петербурзьку духовну академію зі ступенем кандидата богословія (1909—1913). Прийняв чернечий постриг 1912 року. Ієродиякон, ієромонах (1912). Після закінчення, залишився при Петербурзькій академії на посаді помічника інспектора.
Коли єпископ Георгій (Ярошевський) з посади ректора 1917 року призначений на кафедру єпископа Мінського і Турівського РПЦ, він викликав архімандрита Олександра в Білорусь і призначив єпархіальним місіонером.
Згодом емігрував в УНР, де перебував у Харкові. Наприкінці 1919 року супроводжував архієпископа (майбутнього митрополита Георгія Ярошевского), який покинув Харків перед його захопленням червоною армією. Потім з Новоросійська відплив 16 січня 1920 року в Стамбул.

### Діяльність у Польщі
У серпні 1921 року емігрував до Польщі, яка тоді контролювала основну частину території Київської митрополії. Секретар собору православної митрополії в Польщі, що відбувся 24 січня 1922 року у Варшаві.
Хіротонізований 4 червня 1922 року митрополитом Георгієм Ярошевським і архієпископом Діонисієм (Валединським) на єпископа Люблінського ПАПЦ.
Член Священного синоду православної митрополії в Польщі. Єпископ Пінський і Поліський з 1922 року, зведений у сан архієпископа 3 червня 1927 року. Був прихильником автокефалії Православної церкви Польщі.
Після того, як у вересні 1939 року сталінські війська окупували західну Україну і Білорусь, Російська православна церква розгорнула інтенсивні заходи для підпорядкування єпархій на цих територіях. На окуповану Волинь прибув патріарший екзарх, архієпископ Миколай Ярушевич, місцевих ієрархів було змушено приїхати до Москви і скласти там заяву вірності Московській патріархії. Не зробили цього лише двоє: архієпископ Поліський Олександр Іноземцев та єпископ Луцький Полікарп (Сікорський).
Під час Другої світової війни був одним з творців Української автокефальної церкви під предстоятельством митрополита Полікарпа (Сікорского) (1942). Голова церковного собору 8–10 лютого 1942 року в місті Пінську. Возведений цим собором в сан митрополита.
Протягом цього собору архієпископами Полікарпом Сікорським і Олександром Іноземцевим були висвяченні в єпископи: архімандрит Никанор (Абрамович) (9-лютого) і архімандрит Ігор (Губа) (10 лютого).
В 1944 році з Пінська евакуювався в Мюнхен. Перейшов в юрисдикцію Російської православної церкви закордоном (РПЦЗ). Загинув в кінці лютого 1948 року при трагічних обставинах в Мюнхені.